# Koba Jass
Koba Jass (* 1. května 1990, Riga, Lotyšsko) je lotyšský hokejový reprezentant momentálně hájící barvy HK 36 Skalica.

## Klubová statistika
| Sezona      | Klub                            | Soutěž      | Základní část | Základní část | Základní část | Základní část | Základní část | Play off | Play off | Play off | Play off | Play off |
| Sezona      | Klub                            | Soutěž      | Z             | G             | A             | B             | TM            | Z        | G        | A        | B        | TM       |
| ----------- | ------------------------------- | ----------- | ------------- | ------------- | ------------- | ------------- | ------------- | -------- | -------- | -------- | -------- | -------- |
| 2007/08     | ASK Ogre                        | LHL         | 24            | 1             | 2             | 3             | 12            | —        | —        | —        | —        | —        |
| 2008/09     | ASK Ogre                        | BLH         | 40            | 2             | 5             | 7             | 16            | —        | —        | —        | —        | —        |
| 2008/09     | ASK Ogre                        | LHL         | 12            | 1             | 1             | 2             | 8             | —        | —        | —        | —        | —        |
| 2009/10     | Dinamo-Juniors Rīga             | BXL         | 42            | 4             | 2             | 6             | 22            | —        | —        | —        | —        | —        |
| 2009/10     | Dinamo-Juniors Riga             | LHL         | —             | —             | —             | —             | —             | 3        | 1        | 3        | 4        | 27       |
| 2010/11     | HK Liepājas Metalurgs           | BXL         | 35            | 4             | 2             | 6             | 16            | —        | —        | —        | —        | —        |
| 2010/11     | HK Liepājas Metalurgs 2         | LHL         | 13            | 7             | 17            | 24            | 10            | —        | —        | —        | —        | —        |
| 2010/11     | SMScredit.lv                    | LHL         | 1             | 0             | 1             | 1             | 29            | —        | —        | —        | —        | —        |
| 2011/12     | Kazcink Torpedo Usť-Kamenogorsk | VCHL        | 19            | 1             | 1             | 2             | 18            | —        | —        | —        | —        | —        |
| 2011/12     | Kazzinc-Torpedo                 | KAZ         | 20            | 4             | 5             | 9             | 40            | 2        | 0        | 0        | 0        | 0        |
| 2012/13     | MsHK DOXXbet Žilina             | SE          | 20            | 4             | 5             | 9             | 40            | 2        | 0        | 0        | 0        | 0        |
| 2012/13     | Rytíři Kladno                   | ELH         | 20            | 4             | 5             | 9             | 40            | 2        | 0        | 0        | 0        | 0        |
| 2013/14     | Bílí Tygři Liberec              | ELH         | 33            | 5             | 1             | 6             | 33            | 3        | 0        | 0        | 0        | 0        |
| 2014/15     | Bílí tygři Liberec              | ELH         | 23            | 2             | 0             | 2             | 6             | —        | —        | —        | —        | —        |
| 2014/15     | HC Benátky nad Jizerou          | 1.ČHL       | 0             | 0             | 0             | 0             | 0             | 8        | 1        | 2        | 3        | 2        |
| BLH celkově | BLH celkově                     | BLH celkově | 117           | 10            | 9             | 19            | 54            | —        | —        | —        | —        | —        |

### Reprezentační statistiky
| 2009                   | Lotyšsko               | MSJ                    | 6  | 0 | 0 | 0 | 0 |
| 2012                   | Lotyšsko               | MS                     | 7  | 0 | 0 | 0 | 0 |
| 2013                   | Lotyšsko               | MS                     | 4  | 0 | 1 | 1 | 0 |
| 2015                   | Lotyšsko               | MS                     | 4  | 0 | 0 | 0 | 2 |
| Juniorská reprezentace | Juniorská reprezentace | Juniorská reprezentace | 6  | 0 | 0 | 0 | 0 |
| Seniorská reprezentace | Seniorská reprezentace | Seniorská reprezentace | 15 | 0 | 1 | 1 | 2 |